# Olmodesmus taulisensis
Olmodesmus taulisensis är en mångfotingart som beskrevs av Kraus 1954. Olmodesmus taulisensis ingår i släktet Olmodesmus och familjen Fuhrmannodesmidae. Inga underarter finns listade i Catalogue of Life.